# Honorius III
Honorius III, född Cencio Savelli 1148 i Rom, död 18 mars 1227 i Rom, var påve från den 18 juli 1216 till sin död elva år senare, 18 mars 1227.

## Biografi
Savelli utsågs av Celestinus III till kardinaldiakon av Santa Lucia in Selci 1193 och senare av Innocentius III till kardinalpräst av Santi Giovanni e Paolo. 1197 utsågs han åt den framtida kejsaren Fredrik II. Den 18 juli 1216 samlades nitton kardinaler i Perugia där Innocentius III dött, för att välja en ny påve. Det var oroliga tider: hotet från en invasion av tartarerna var överhängande, och kyrkan var en hårsmån från en schism. De två huvudkandidaterna valde därför att gemensamt utse en annan påve, och valet föll på Savelli. Han konsekrerades i Perugia den 24 juli, och kröntes i Rom den 31 augusti.

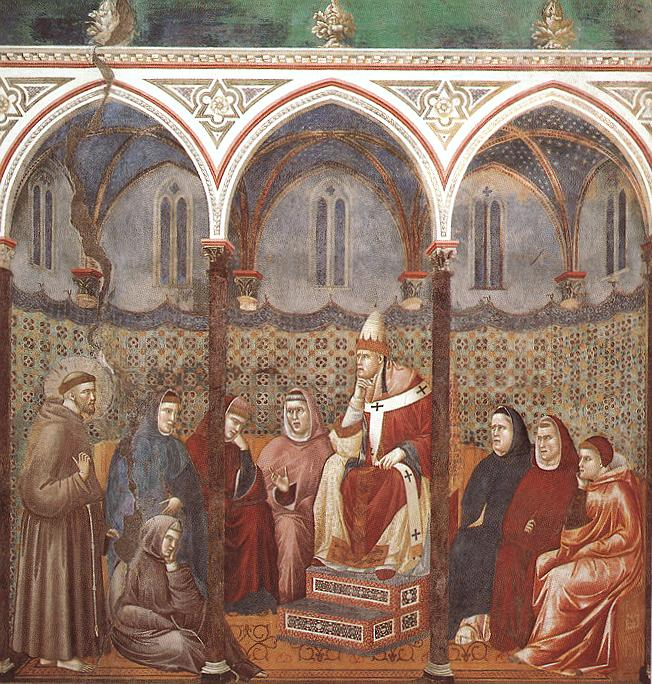
Franciskus av Assisi predikar för påve Honorius III. Fresk av Giotto (cirka 1295).

Honorius III försökte på alla sätt egga Europas furstar att återerövra Jerusalem och lyckades förmå kejsar Fredrik II att genom fördraget i San Germano 1225 förnya sitt redan 1214 avgivna löfte om ett korståg. Han visste att för att kunna erövra Jerusalem krävdes alla Europas krafter, och han såg därför till att mäkla fred bland stridande kristna furstar, kungar och prästerskap. Så försvarade han också Francisco Suárez mot den exkommunicerade Alfons II av Portugal, företog ett korståg mot morerna i Spanien, medlade mellan greker och latinare på Cypern, och stödde omvändelsen av hedningarna i Preussen. Lärd som han var, avsatte han biskopar han ansåg saknade erforderliga kunskaper, men gav universitetet i Paris och universitetet i Bologna flera privilegier. I bullan Super specula Domini skriver han att ett antal begåvade män i varje församling skall sändas till lärosäten för att studera teologi för att sedan undervisa vad de lärt i hemförsamlingen.
Romarna gjorde uppror mot Honorius, och han tvingades lämna staden 1219 i juni, och återvände först året därefter sedan kejsar Fredrik blandat sig i; denne befann sig i Rom för sin kröning. Strax därefter uppstod ett inbördeskrig mellan familjerna Conti och Savelli, och eftersom romarna ställde sig på Contis sida och Honorius tillhörde släkten Savelli, tvingades han än en gång fly, men kunde återkomma året därefter. Honorius III dog den 18 mars 1227. 
Han var en mild och hovsam man samt en stor gynnare av de så kallade tiggarordnarna. 1216 bekräftade han i bullan Religiosam vitam dominikanordens, 1223 i bullan Solet annuere franciskanordens och 1226 i bullan Ut vivendi normam karmelitordens regler. Honorius var den förste som utdelade avlat vid helgonförklaringar. Skriften Conjurationes adversus principem tenebrarum (1629) uppges vara författad av Honorius.